# Římskokatolická farnost Držkov
Římskokatolická farnost Držkov (lat. Drschkovium) je církevní správní jednotka sdružující římské katolíky na území obce Držkov a v jejím okolí. Organizačně spadá do turnovského vikariátu, který je jedním z 10 vikariátů litoměřické diecéze.

## Historie farnosti
Jedná se o starobylou farnost, která pochází ze středověku. Přesné datum jejího založení není známo. Matriky jsou vedeny od roku 1651.

### Duchovní správcové vedoucí farnost
Začátek působnosti jmenovaného v duchovní správě farnosti od:
- Joannes, † 1360
- 1356   Mathias, † 1360
- 1360   Nicolaus
- Joannes O. Cr. cum rubeo corde
- 1365   Nicolaus O. Cr. cum rubeo corde
- 1366   Sidonius O. Cr. cum rubeo corde
- Andreas O. Cr. cum rubeo corde
- 1393   Joannes O. Cr. cum rubeo corde
- 1418   Procopius z Orlíka O. Cr. cum rubeo corde
- 1638   Alex. Vabský OSB
- 1642   Sebastianus Chlodovič OP
- 1645   Andreas Ridelius OFM Conv.
- 1670   Mathias Wenceslaus Peyhemský
- 1687   Wenceslaus Franciscus Noheyl
- 1691   Thomas Laurentius Hellbach
- 1698   Michaël Proksch
- 1703   Georgius Sidonius Fiala
- 1706   Joannes Fridericus Hartelt
- 1717   Thomas Bernardus Czerny
- Godefriedus Breiter
- 1777   Daniel Metelka, † 7. 9. 1785
- 1785   Procop. Itz OSB
- 1800   Ioann. Pallanek, † 29. 3. 1820
- 1820   Andr. Josifek, n. 4. 8. 1766 Olešnice, o. 26. 7. 1791, † 16. 6. 1827
- 1827   Joachim. Schaurek, n. 20. 3. 1789 Zasadens., o. 17. 8. 1814, † 14. 8. 1863
- 1856   Wenc. Werunáč, n. 25. 8. 1807 Uhlířská Lhota, o. 3. 8. 1833, † 5. 8. 1868
- 1869   Joann. Kořínek, n. 24. 2. 1825 Tachau, o. 25. 7. 1850, † 25. 5. 1899
- 1899   Jos. Pískač, n. 6. 3. 1856 Mn. Hradiště, o. 24. 8. 1882, † 2. 4. 1913
- 1914   Adalb. Burjánek, n. 22. 4. 1869 Rokytoves, o. 5. 7. 1896, † 24. 10. 1933
- 1923   par. vacat admin. interc. Wencesl. Veverka
- 1924   par. vacat admin. interc. Stanisl. Kolek
- 1926   Stanisl. Kolek, n. 3. 11. 1890 Mařatice, o. 12. 7. 1914
- 1. 8. 1942   Franc. Janiš, n. 7. 5. 1915 Haatsch (Sil.), o. 29. 6. 1940, † 23. 1. 1985
- 1. 10. 1943  Gulielmus Raab, n. 16. 4. 1914 Laun., o. 29. 6. 1938, † 26. 3. 1996
- 1. 2. 1951   Robert Vater
- 1. 5. 1951   Antonín Harazin
- 6. 10. 1993  Jaroslav Gajdošík
- 15. 11. 1996 Petr Kubíček
- 1. 8.  1998  Jacek Zyzak MS
- 19. 8. 2000  Jaroslav Borucki MS
- 1. 8.  2009   Jan Jucha MS, admin.exc. z Železného 
Brodu[3]

Kromě kněží stojících v čele farnosti, působili ve farnosti v průběhu její historie i jiní kněží. Většinou pracovali jako farní vikáři, kaplani, katecheté, výpomocní duchovní aj.

## Území farnosti
Do farnosti náleží území obce:
- Držkov (Drschke,[4] Drschka)[p 2]
- Jílové u Držkova (Jilau[4])[p 2]
- Loužnice (Louschnitz[4])[p 2]
- Návarov (Nawarow[4])[p 2]
- Vlastiboř (Wlastiborsch[4])[p 2]
- Zásada (Sassadel[4])[p 2]
- Zbytky (Zbitky[4])[p 2]

## Římskokatolické sakrální stavby a místa kultu na území farnosti
| | Fotografie | Stavba                 | Místo  | Bohoslužby                      | Zeměpisné souřadnice             | Status       | Číslo kulturní památky                      |
| Kostel | Kostel     | Kostel                 | Kostel | Kostel                          | Kostel                           | Kostel       | Kostel                                      |
| --- | ---------- | ---------------------- | ------ | ------------------------------- | -------------------------------- | ------------ | ------------------------------------------- |
| 1. |            | Kostel sv. Bartoloměje | Držkov | bližší informace o bohoslužbách | 50°41′17″ s. š., 15°18′10″ v. d. | farní kostel | 102228 (Pk•MIS•Sez•Obr•WD) (Q24074539)      |
| Kaple |            |                        |        |                                 |                                  |              |                                             |
| 2. |            | Kaple sv. Prokopa      | Zásada | bližší informace o bohoslužbách | 50°41′52″ s. š., 15°16′4″ v. d.  | kaple        | 46696/5-109 (Pk•MIS•Sez•Obr•WD) (Q38229521) |
| Některé drobné sakrální stavby a pamětihodnosti lze dohledat zde v databázi Drobné sakrální památky Zaniklé sakrální stavby lze dohledat zde v databázi Poškozené a zničené kostely, kaple a synagogy v České republice |            |                        |        |                                 |                                  |              |                                             |

Ve farnosti se mohou nacházet i další drobné sakrální stavby, místa římskokatolického kultu a pamětihodnosti, které neobsahuje tato tabulka.

## Příslušnost k farnímu obvodu
Z důvodu efektivity duchovní správy byl vytvořen farní obvod (kolatura) farnosti Železný Brod, jehož součástí je i farnost Držkov, která je tak spravována excurrendo.

## Galerie

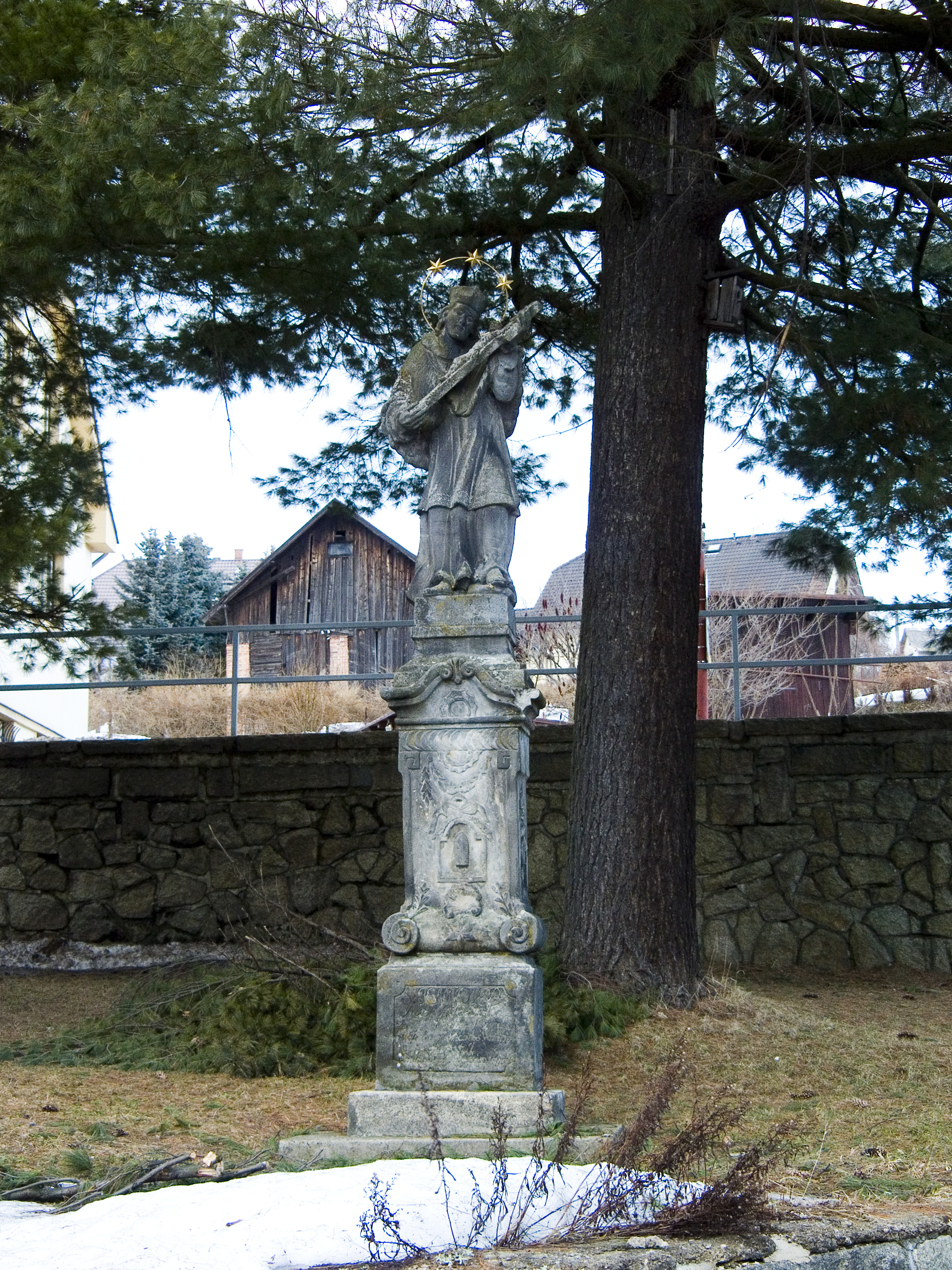
Socha sv. Jana Nepomuckého v Zásadě